# Миссия Шута
«Ми́ссия Шута́» (англ. Fool’s Errand) — фэнтези-роман американской писательницы Робин Хобб. Первая часть «Саги о Шуте и Убийце», прямого продолжения истории бастарда Фитца, описанной в трилогии «Сага о Видящих». Опубликован издательством Spectra в 2002 году. Российское издание было выпущено издательством «Азбука-Аттикус» в 2017 году.

## Сюжет
Война Красных Кораблей давно окончена. В Шесть Герцогств вернулся покой и порядок. Королева Кеттрикен правит королевством и планирует женитьбу собственного сына, наследного принца Дьютифула. В дворцовых делах ей помогает, вышедший из подполья, бывший королевский убийца Чейд Фалстар.
Вдали от придворной суеты, в лесу, вместе со своим другом Ночным Волком, вот уже пятнадцать лет, живет Фитц Чивел, которого все королевство считает мертвым. За это время бастард превратился в героя местных легенд, как цареубийца и представитель Древней Крови (носитель магии Дара). Но однажды на пороге его дома появляется Шут. Королевская свадьба под угрозой. Принц Дьютифул пропал, а его невеста, нарческа внешних островов, уже на полпути в Шесть Герцогств. Пришло время Фитцу забыть о своем затворничестве и оправиться вновь спасать корону.

## Критика
«Миссия Шута» — «это постепенное, богатое, повторное знакомство с некоторыми любимыми старыми персонажами, в котором есть моменты высокой драмы и напряженности». Среди замечаний критики часто пишут, что Хобб «когда сомневается, что делать дальше, просто делает жизнь Фитца более несчастной и ужасной, чем когда-либо прежде, убивая близких и находя способы поставить его в как можно более неловкую и болезненную ситуацию». В остальном, оценки положительные, с прицелом на будущее, как и для любой завязки большой истории. Publishers Weekly пишет, «как только действие начинает закручиваться, роман превращается в „почитаю до 2х ночи, а в итоге пока не дочитаю до конца“ книгу».